# Wierickeroute
De Wierickeroute was een 21 km lange rondwandeling, waarbij onverharde paden worden gevolgd over de kades langs de Enkele en de Dubbele Wiericke. Behalve bij Fort Wierickerschans kan de wandeling ook begonnen worden in Nieuwerbrug of bij de Goejanverwellesluis in Hekendorp. De onbewaakte spoorovergang is gesloten.

## Traject langs de Enkele Wiericke
Vanaf het parkeerterrein bij Fort Wierickerschans volgt het eerste deel van de route de westoever van de Enkele Wiericke (de Prinsendijk). De route kruist via een bewaakte overweg de spoorbaan Leiden – Woerden en door een tunneltje de snelweg A12. Bij de spoorbaan Gouda – Utrecht is een omweg noodzakelijk via de tunnel bij Hogebrug. Daarna kan de Enkele Wiericke gevolgd worden tot de Steinsedijk langs Hollandse IJssel tegenover het klooster Sint-Gabriël in Haastrecht. In Hekendorp bij de Goejanverwellesluis begint de route langs de Dubbele Wiericke.

## Traject langs de Dubbele Wiericke
Vanaf de Goejanverwellesluis in Hekendorp volgt de route de oostelijke oever langs de Dubbele Wiericke. Na een kleine omweg door de tunnel bij Hogebrug wordt de route over de kade vervolgd. Na Driebruggen en het Gemaal Net op Tijd (polder het Westeinde van Waarder) passeert het pad via een viaduct de snelweg A12. De route kruist via een onbewaakte overweg de spoorbaan Leiden – Woerden. Vanaf Nieuwerbrug volgt de route het trekpad langs de Oude Rijn tot aan Fort Wierickerschans.

## Bijzonderheid
De Enkele en de Dubbele Wiericke begrenzen de polder Lange Weide. Tezamen maken ze deel uit van de oude Hollandsche Waterlinie.